# 犁市街当铺
犁市街当铺，位于中国广东省韶关市韶关市浈江区犁市镇武江边，为韶关市的一个市、县级文物保护单位，类型为近现代重要史迹及代表性建筑，公布时间为1993年6月21日。
犁市街当铺的历史年代为1927。